# Rojo (álbum)
Rojo es el quinto álbum de estudio del grupo español Esclarecidos, publicado por GASA en 1991.
Continua la colaboración con Javier Corcobado, autor de la letra de Noche de hiedra.

## Lista de canciones
1. El tren azul.
2. Noche de hiedra.
3. No hay nada como tu (soberbia).
4. Rojos.
5. La historia del que se fue.
6. Eran dos.
7. Soledad.
8. La cena.
9. Todos mienten.

## Músicos
- Cristina Lliso.
- Alfonso Pérez.
- Manuel Illán.
- Coyán Manzano.
- Gonzalo Lasheras.
- Miguel Herrero.
- Nacho Lliso.
- Vicente Climent.

Todos los temas compuestos por Esclarecidos. Todos los textos escritos por Alfonso Pérez, salvo Noche de hiedra de Javier Corcobado.